# Hydrastis canadensis

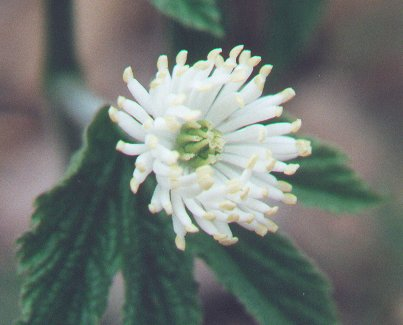
Fiore di Hydrastis canadensis

L'idraste (Hydrastis canadensis L.) è una pianta erbacea, perenne, originaria del Canada.

## Descrizione botanica
L'Idraste è una pianta erbacea perenne alta generalmente 20–30 cm, con rizoma giallo, foglie lobate (da 5 a 9) e caule peloso che in primavera fiorisce con un unico fiore di colore biancoverde.

### Radici
La pianta è dotata di un corto rizoma, cilindrico e nodoso, che mostra segni evidenti di cicatrici di precedenti vegetazioni; da esso si staccano numerosi radici sottili stoloni. Il rizoma di colore bruno, in sezione invece è di colore giallo vivo.

### Foglie
Presenta due o tre foglie apicali, quella inferiore è picciolata, mentre quella superiore sessile. Sono palmato-lobate, a 5-7 lobi, pubescenti, e a margine seghettato.

### Fiori
L'unico fiore è all'ascella della foglia sessile. Il fiore è ermafrodita, provvisto di un calice a tre sepali petaloidei, biancastri e caduchi; manca la corolla.
Il perigonio è costituito da tepali bianco-verdastri.
Gli stami sono numerosi e numerosi sono anche gli ovari (dodici), superi e uniloculari.

### Frutto
Da ogni ovario matura un frutto a bacca di colore rosso, simile al lampone, con semi piccoli, lucidi e neri.

## Distribuzione geografica
La pianta è molto diffusa e spontanea in gran parte delle zone umide del continente nord americano dove viene anche diffusamente coltivata.

## Uso
La droga, è costituita dal rizoma e dalle radici. L'odore è sgradevole, il sapore amaro. Il principio attivo contenuto è formato da due alcaloidi : l'Idrastina con azione vasocostrittore ed emostatico; e la Berberina, con azione battericida e fungicida se utilizzato a forti dosi. Terapia per uso emostatico nelle emorragie uterine.